# Noctasota
Noctasota là một chi bướm đêm thuộc họ Noctuidae.